# Гуго (аббат Сен-Квентина)
Гу́го (802—14 июня 844) — аббат Сен-Кантена (822—823), канцлер Людовика I Благочестивого (834—840) и Карла II Лысого (841—844), аббат Сен-Бертина (с 836), незаконный сын императора Карла Великого от наложницы Регины.

## Биография
После подавления мятежа Бернарда Итальянского император Людовик I Благочестивый в целях предотвращения на будущее возможных мятежей, связанных с притязаниями на корону и часть королевства со стороны своих ближайших родственников, решил постричь в монахи своих братьев Дрого, Гуго и Теодориха. Однако затем раскаявшись в содеянном, Людовик достойно наградил их.
Гуго стал аббатом Шарру в Пуату, затем Сен-Кантена и ряда других важнейших монастырей. После политического кризиса 830—834 годов, благополучно окончившегося для императора Людовика I Благочестивого, последний назначил его канцлером Франкского государства. В источниках упоминается как summus notarius и sacri palatii archinotarius. В 836 году за верную службу пожалован аббатством Сен-Бертин.
После смерти императора Людовика Благочестивого Гуго встал на сторону Карла II Лысого. С 841 по 844 годы являлся главой его канцелярии. В 843 году попытался похитить из Теруана мощи святого Омера, но на обратном пути потерпел поражение от теруанского ополчения, возглавлявшегося епископом Фольквином. Погиб в битве с аквитанцами 14 июня 844 года.